# Aureliu Busuioc
Aureliu Busuioc (n. 26 octombrie 1928, Codreanca, județul interbelic Orhei, azi în raionul Strășeni – d. 9 octombrie 2012) a fost un poet, prozator, dramaturg, eseist, jurnalist, publicist, redactor, director, romancier, scenarist, scriitor și traducător român din Republica Moldova.

## Biografie
Aureliu Busuioc s-a născut pe 26 octombrie 1928 în satul Codreanca din județul interbelic Orhei. Provine dintr-o familie de psihologi. A urmat liceul „T. Boga” din Timișoara. A învățat și la Școala Militară de Ofițeri Activi de Transmisiuni din Sibiu, pe care a abandonat-o în timpul examenelor finale pentru a fi "repatriat". Revine în Moldova în 1949. Studiază la Institutul Pedagogic de Stat „Ion Creangă” din Chișinău. Publică epigrame, parodii, poezii umoristice în ziarul „Tinerimea Moldovei” și revista „Chipăruș”. Are un debut dublu – placheta pentru copii „La pădure” (1955) și volumul de versuri satirice „Prafuri amare” (1955). Editează ulterior plachetele: „Piatra de încercare” (1958), „Firicel de floare rară” (1961) și „Aventurile lui Nătăfleață” (1961), „Cizmele cocostîrcului” (1967), „Marele rățoi Max” (1968), ultimele destinate copiilor. În 1966 publică romanul „Singur în fața dragostei”, manifestându-se și ca romancier. A fost șef de sector la ziarul „Moldova socialistă”, redactor-șef adjunct la revista „Chipăruș”, redactor-șef la ziarul „Tinerimea Moldovei”, consultant literar, iar în 1977-1987 secretar al Comitetului de conducere al Uniunii Scriitorilor din Moldova. Traduce din literatura rusă și universală, din operele scriitorilor Alexandru Blok, Anton Cehov, Nicolai Gogol, Alexandr Pușkin, Alexandr Griboedov, Maxim Gorki, Mihail Șolohov, Sándor Petőfi, O. Henry, Byron, ... .
Romanul său Singur în fața dragostei (1966) a fost ecranizat la Moldova-film. A fost de asemenea autor al mai multor scenarii de film.
S-a stins din viață pe 9 octombrie 2012, în locuința sa.

## luceafărul

### Ficțiune, romane
- 1962 - Călătorie în aprilie
- 1966 - Singur în fața dragostei
- 1973 - Unchiul din Paris, Editura Cartea Moldovenească, Chișinău
  - 1981 - Unchiul din Paris, ediția a doua, Editura Literatura Artistică, Chișinău
  - 2003 - Unchiul din Paris, ediția a treia, Editura Litera, Chișinău
  - 2013 - Unchiul din Paris, ediția a patra, Editura Cartier [9]
- 1979 - Vreau să cânt
- 1986 - Local - ploi de scurtă durată
- 1989 - Cursa
- 1997 - Lătrând la lună
- 1999 - Pactizând cu diavolul - traducere în cehă[10]
  - 2013 - Pactizând cu diavolul [11]
- 2003 - Spune-mi Gioni
- 2006 - Hronicul găinarilor
- 2012 - Și a fost noapte ...
- 2013, octombrie - Pactizând cu diavolul - ediția Editurii Cartier [12][13]

### Dramaturgie
- 1969 -- Radu Ștefan, întâiul și ultimul [14]
- Și sub cerul acela [15]

### Documentare, filmografie
- 1973 - Strugurii care aduc fericirea
- 1974 - Stăpânii pământului

### Poezie
- 1955 - Prafuri amare
- 1955 - La pădure, plachetă de versuri
- Piatra de încercare
- Firicel de floare rară
- Dor
- Poezii
- Am vrut cândva...

### Premii si diplome
- Laureat al Premiului Tineretului din fosta URSS „N. Ostrovski" (1974)
- Maestru emerit al artei (1984)
- Laureat al Premiului Național al Republicii Moldova